# Ella Hunt
Ella Hunt, all'anagrafe Ella Mary L. Grob (Londra, 29 aprile 1998) è un'attrice e cantante britannica.

## Biografia
Ella Hunt è nata nel quartiere londinese di Westminster e ha fatto il suo esordio cinematografico a tredici anni nel film Intruders, a cui sono seguiti ruoli minori in Les Misérables (2012) e Robot Overlords (2014). Il suo primo ruolo cinematografico di rilievo è stato quello di Anna in Anna and the Apocalypse, per cui ha ricevuto una candidatura al Scottish BAFTA. Dal 2019 al 2021 ha interpretato Susan Huntington Gilbert Dickinson nella serie televisiva Dickinson.
Dichiaratamente queer, intrattiene una relazione con il musicista Thomas Bartlett.

## Filmografia parziale

### Cinema
- Intruders, regia di Juan Carlos Fresnadillo (2011)
- Les Misérables, regia di Tom Hooper (2012)
- Robot Overlords, regia di Jon Wright (2014)
- Anna and the Apocalypse, regia di John McPhail (2017)
- Master - La specialista (Master), regia di Mariama Diallo (2022)
- L'amante di Lady Chatterley (Lady Chatterlet's Lover), regia di Laure de Clermont-Tonnerre (2022)
- Horizon: An American Saga - Capitolo 1 (Horizon: An American Saga - Capitolo 1), regia di Kevin Costner (2024)
- Saturday Night, regia di Jason Reitman (2024)

### Televisione
- Cold Feet – serie TV, 13 episodi (2016-2017)
- Il giovane ispettore Morse (Endeavour) – serie TV, episodio 4x02 (2017)
- Lore - Antologia dell'orrore (Lore) – serie TV, episodio 2x2 (2017)
- Dickinson – serie TV, 29 episodi (2019-2021)

## Teatro
- Closer di Patrick Marber. Lyric Hammersmith di Londra (2022)[5]

## Discografia

### Singoli
- 2020 - Magpie
- 2021 - Holding On
- 2021 - Moral High Ground

## Doppiatrici italiane
Nelle versioni in italiano delle opere in cui ha recitato, Ella Hunt è stata doppiata da:
- Sara Labidi in Dickinson, Saturday Night
- Letizia Scifoni in L'amante di Lady Chatterley
- Roisin Nicosia in Master - La specialista
- Veronica Puccio in Horizon: An American Saga - Capitolo 1